# 驯鹿

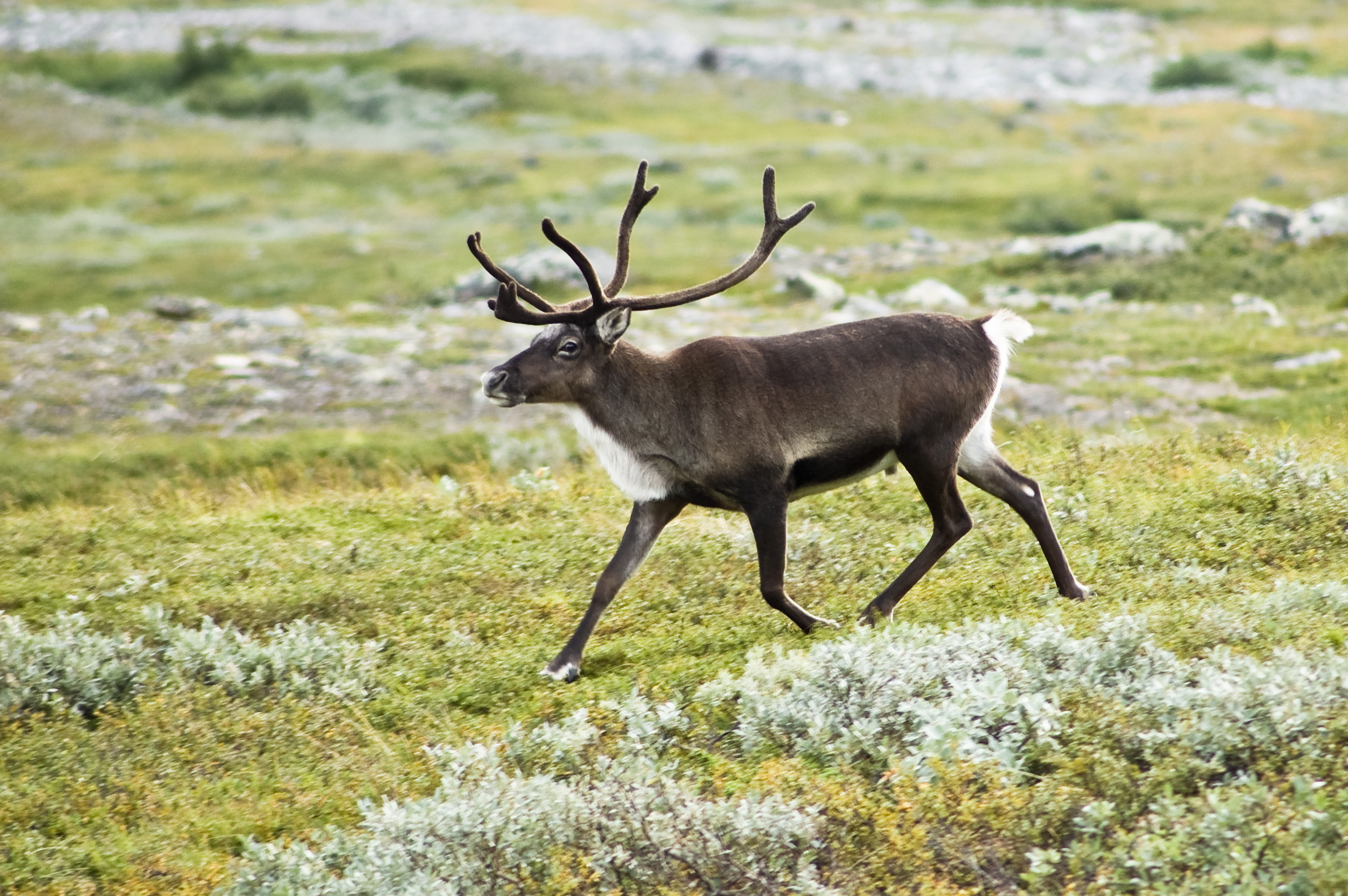
在瑞典拉普兰山谷中奔跑的驯鹿

驯鹿（學名Rangifer tarandus），又名角鹿。是鹿科驯鹿属下的唯一一種動物。

## 特征
不同的驯鹿亚种之间的形态有很大差距。总的来说，生活在南部地区的驯鹿要比北部的同类体形更大。驯鹿的肩宽可以达到120厘米，身长在1.5米到2.3米之间。雄性和雌性之间也有体形差异，某些亚种的雄性体形可以达到雌性的两倍，但雄性和雌性驯鹿头上都长角，这也是驯鹿区别于其它鹿种的显著特点之一；长角分枝繁复，有时超过30叉，宽大的鹿蹄可避免陷入雪地中，悬蹄发达，行走時腳關節會發出特殊聲響，可在暴風雪或永夜時，為後方的馴鹿提示位置，極短的尾巴可避免熱量流失。
驯鹿的身体上覆盖着轻盈但极为抗寒冷的毛皮。不同亚种、性别的毛色在不同的季节有显著不同，从雄性北美林地驯鹿在夏季时的深棕褐色，到格陵兰岛上的白色。主要毛色有褐色、灰白色、花白色和白色。花色中白色一般出现在腹部、颈部和蹄子以上部位。

## 习性
繁殖形态为胎生，每次产出幼仔需时4-6个月。刚出生的驯鹿生长速度很快。母鹿一般在冬季怀胎，在春季迁移的途中生育。幼仔生下两三天后，就可以跟着母鹿赶路，一个星期之后，它们的速度就能像父母一样快，每小时可以迁移48公里。

## 分布
驯鹿主要分布於北半球的环北极地区，包括在欧亚大陆和北美洲北部及一些大型岛屿。在中国，目前驯鹿只见于大兴安岭东北部林区。

## 亚种
下分 14 个亚种。
- Rangifer tarandus buskensis
- Rangifer tarandus caboti
- 北美驯鹿 Rangifer tarandus caribou　(Gmelin, 1788)
- 芬兰驯鹿 Rangifer tarandus fennicus　Lonnberg, 1909
- 葛氏驯鹿 Rangifer tarandus granti　J.A. Allen, 1902
- 瘠地驯鹿 Rangifer tarandus groenlandicus　(Linnaeus, 1767)
- Rangifer tarandus osborni
- 皮尔里驯鹿 Rangifer tarandus pearyi　J.A. Allen, 1902
- Rangifer tarandus pearsoni
- Rangifer tarandus phylarchus
- 史瓦巴德驯鹿 Rangifer tarandus platyrhynchus　(Vrolik, 1829)
- 欧亚苔原驯鹿 Rangifer tarandus sibiricus
- 北欧驯鹿 Rangifer tarandus tarandus　(Linnaeus, 1758)
- Rangifer tarandus terraenovae

另有3個已滅絕亞種。
- †東格陵蘭馴鹿 Rangifer tarandus eogroenlandicus (Degerbøl, 1957)， 1900年滅絕
- †道森馴鹿 Rangifer tarandus dawsoni (Seton, 1900)， 1908年滅絕
- †库页岛馴鹿 Rangifer tarandus setoni (Flerov, 1933)， 2007年滅絕

## 保护
目前驯鹿已經被列入中国国家林业局2000年8月1日发布的《国家保护的有益的或者有重要经济、科学研究价值的陆生野生动物名录》。

## 用途
北欧的拉普兰人、俄罗斯西伯利亚的楚科奇人和尤卡吉尔人、中国鄂温克族均使用驯鹿作为交通工具拉动雪橇等。另外傳說中圣诞老人的雪橇也是靠驯鹿来拉的，北美洲的印第安人和因纽特人对驯鹿主要以直接狩猎取食为主，但也存在小规模的驯化。

## 常见誤解
拉雪橇用的是驯鹿而不是麋鹿。麋鹿是中国的特有物种，虽然后来有被带到世界其他地区，但是还没有早到出现在西方国家的古老传说中，而驯鹿在许多西方国家特别是寒冷地区都有所分布。